# Îlet Jean-Pierre
Îlet Jean-Pierre är en ö i Franska Guyana (Frankrike). Den ligger i den sydöstra delen av landet, 180 km söder om huvudstaden Cayenne.